# Familia Della Scala (Bucovina)

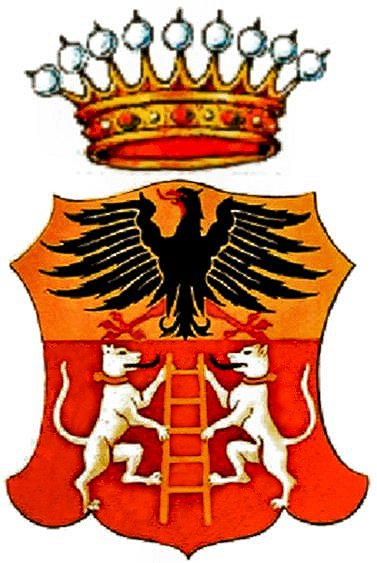
Stema conților Della Scala 1816

Conții della Scala din Bucovina, referitori la Scaligeri din Verona, sunt descendenții unei vechi familii nobile italiane, apoi austriece, care s-a integrat în Ducatul Bucovinei, după aceea în România.

## Istoria

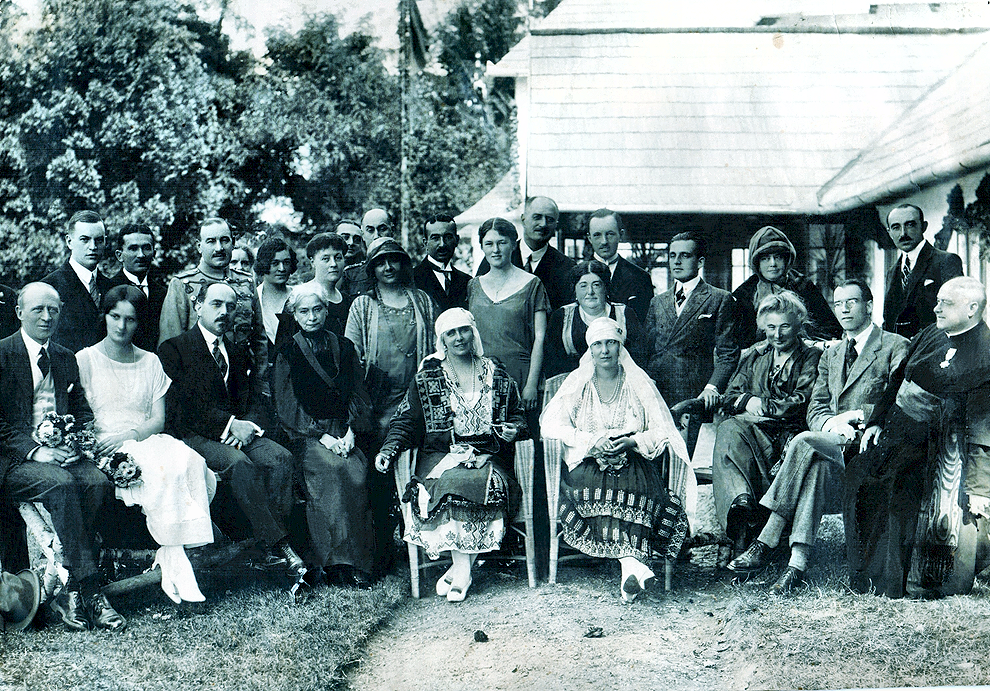
Regina Maria ca nașă cu membrii familiilor Della Scala, Wassilko de Serecki și Sayn-Wittgenstein, 1924

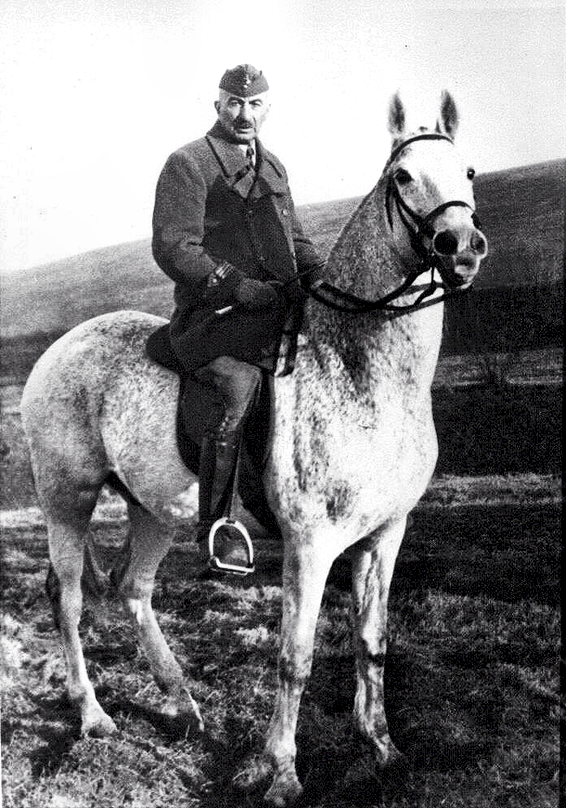
Mastino Della Scala la Călinești înainte de 1940

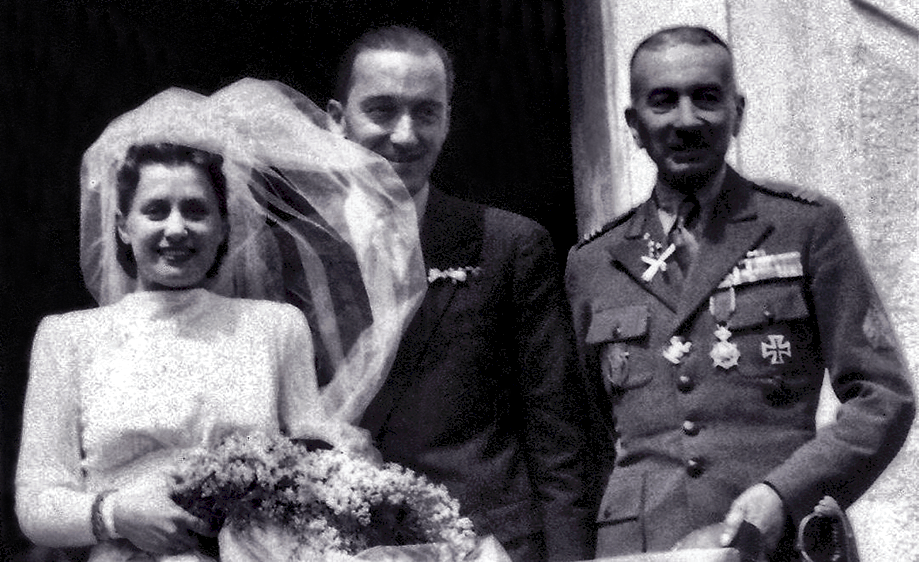
Mastino Della Scala martor de cununie al contelui Gheorghe Wassilko de Serecki, 19 mai 1943

Familia celebră Della Scala a hotărât soarta orașului Verona peste un secol (1261-1387), dar a fost reprezentată nu numai acolo. O ramură a familiei a fost de asemenea cunoscută în Lodi și Piacenza. Ramura din Lodi a fost ridicată la rangul de cavaleri în 1534 și la acel de conți prin diploma regelui Carol al II-lea al Spaniei și Duce de Milano de la 7 septembrie 1672.
Datorită celei mai înalte rezoluții a împăratului Francisc I al Austriei de la 10 decembrie 1816, conților Claudius (Claudio) della Scala din Lodi, precum și fiilor săi Hanibal și Franz a fost confirmată nobilimea veche,  conectată cu permisiunea purtării titlului de conte în Austria.
Fiul cel mare s-a căsătorit cu Paraschiva de Goian din Bucovina. Familia a cumpărat în lungul timpului în ducat moșiile Berbeștie,  Călinești, precum în Galiția Landestreu (Selenyj Jar), Brigidau (Laniwka) și Hniliczki. Părți din Jadova erau moștenite de la familia Goian.
Dintre cei doi fii, Baltazar (1803-1880) a fost ofițer de dragoni în Liov. S-a însurat cu Elena (1811-1876), fiica cavalerului Stefan de Wassilko (1772-1843). Fiul lui Baltazar, Jerome (1840-5 noiembrie 1900)), căsătorit cu Eugénie (1864-1928), fiica lui Leon cavaler de Wassilko, recomandase țăranilor săi de la Hliniczki să semneze conversia la credința ortodoxă, pentru că nu primiseră un cleric catolic, ce a provocat tensiuni considerabile.
Fiii lui Jerome Guido și Mastino erau amândoi căpitani imperiali de cavalerie. În timp ce Guido s-a stabilit după Primul Război Mondial la Salzburg, unde a fost unul dintre membrii fondatori ai Asociației Ofițerești Salzburg în 1957, fratele său Mastino (n. 18 octombrie 1885, Zeleneu - d. 8 decembrie 1963, Mainz) s-a alăturat ca fost ofițer k. u. k. de cavalerie armatei române după 1918. La 22 octombrie 1922, în Cernăuți, a luat de nevastă pe principesa Dorothea de Sayn-Wittgenstein (n. 27 noiembrie 1904,  Druzhnoselie (Gubernia Sankt Petersburg - d. 9 aprilie 1970, Darmstadt) și a administrat până în 1940 respectiv 1944 moșia sa Călinești. Regina Maria a României, soția regelui Ferdinand I, a fost nașa fiicei lui Mastino, Maria (n. 27 noiembrie 1923,  Călinești, Bucovina - d. 22 decembrie 1991, Darmstadt). 
A reușit familiei, sa părăsească România, după ani de persecuție prin sistemul comunist, în 1962, plecând în Germania. Cel mai tânăr fecior al lor, Heinrich (n. 27 ianuarie 1939), trăiește astăzi în Canada. El reprezintă ultimul succesor bărbătesc din aceasta ramură a familiei.

## Galerie de imagini

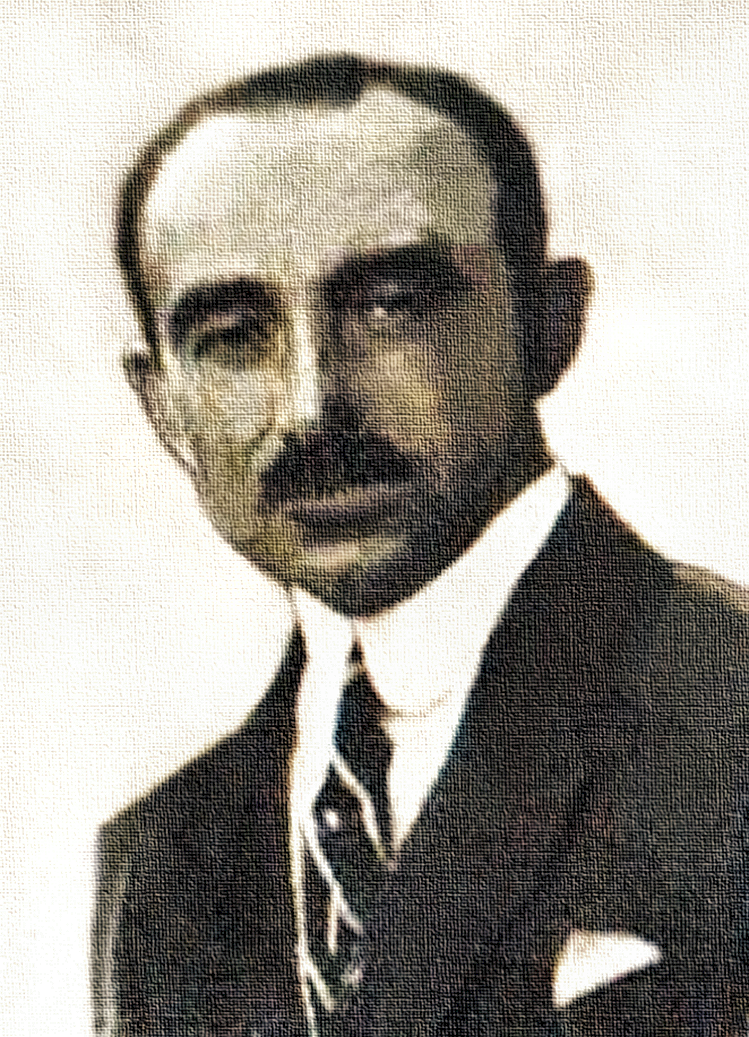
Contele Guido Della Scala, 1923
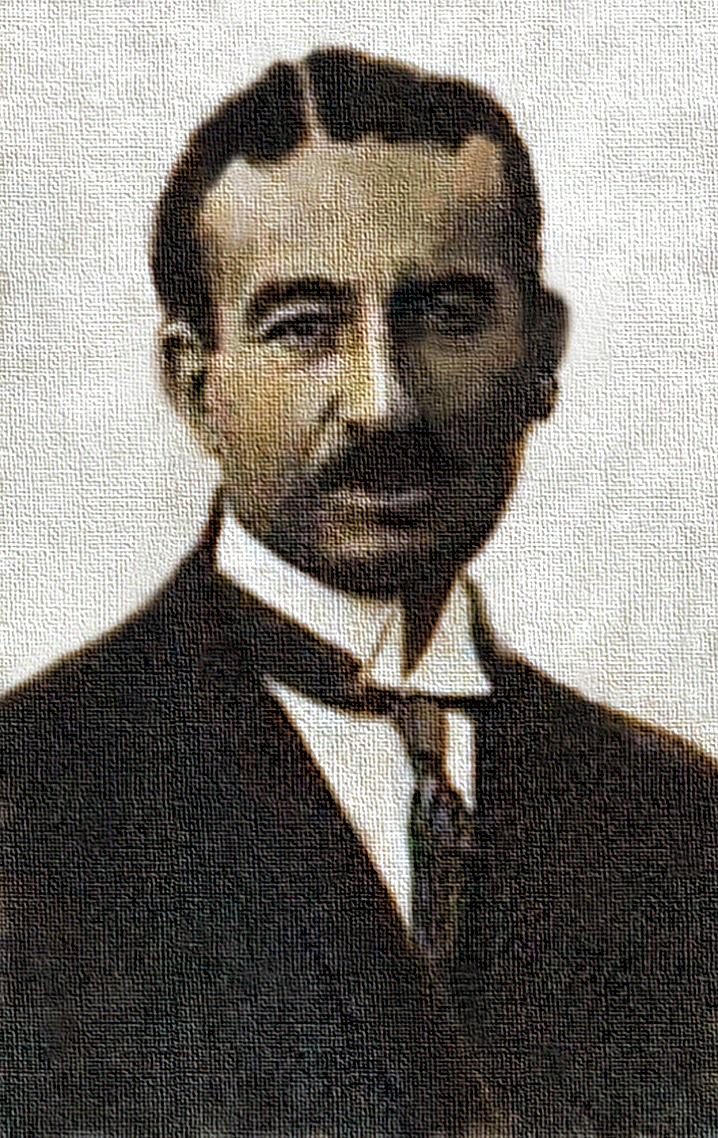
Contele Mastino Della Scala, 1923
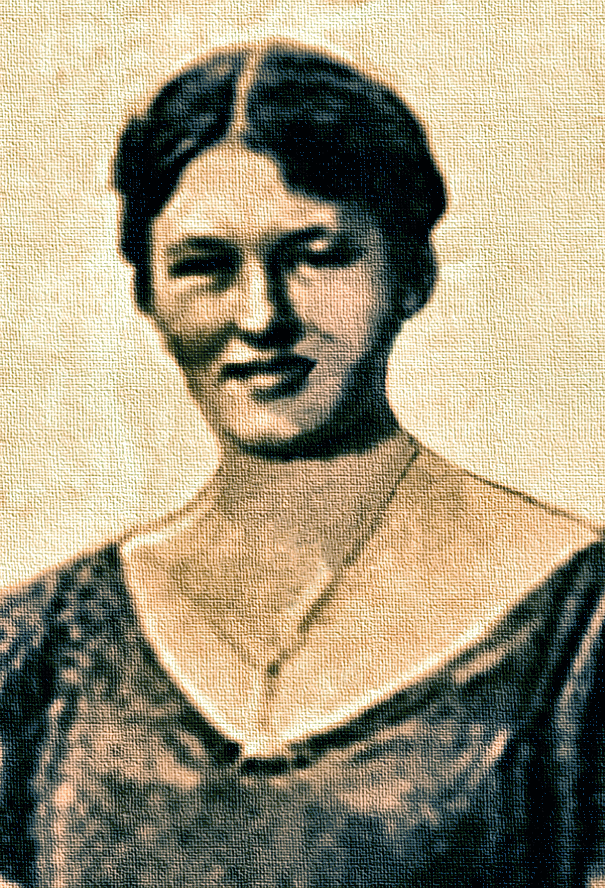
Principesa Dorothea de Sayn-Wittgenstein, 1923